# Jean-Claude Viollet
Pour les articles homonymes, voir Viollet.
Jean-Claude Viollet, né le 9 juin 1951 à Ruelle-sur-Touvre (Charente), est un homme politique français. 

## Biographie
De profession, assistant technique des travaux publics de l'État, Il est élu député depuis le 1er juin 1997 dans la 1re circonscription de la Charente. Il fait partie du groupe socialiste.
Il participe aux travaux du club Réformer, groupe de réflexion politique animé par Martine Aubry.
Il est membre du groupe d'études sur la question du Tibet de Assemblée nationale.

## Mandats
- 19 juin 1995 - 18 mars 2001 : Membre du Conseil municipal d'Angoulême (Charente)
- 1er juin 1997 - 18 juin 2002 : Député
- 19 juin 2002 - 19 juin 2007 : Député
- 20 juin 2007 - 19 juin 2012 : Député